# Sumbal
Sumbal è una città dell'India di 10.737 abitanti, situata nel distretto di Baramulla, nel territorio del Jammu e Kashmir. In base al numero di abitanti la città rientra nella classe IV (da 10.000 a 19.999 persone).

## Geografia fisica
La città è situata a 34° 13' 60 N e 74° 37' 60 E e ha un'altitudine di 1.556 m s.l.m..

## Società

### Evoluzione demografica
Al censimento del 2001 la popolazione di Sumbal assommava a 10.737 persone, delle quali 5.522 maschi e 5.215 femmine. I bambini di età inferiore o uguale ai sei anni assommavano a 1.379, dei quali 627 maschi e 752 femmine. Infine, coloro che erano in grado di saper almeno leggere e scrivere erano 3.100, dei quali 2.168 maschi e 932 femmine.